# 堀ノ内駅
堀ノ内駅（ほりのうちえき）は、神奈川県横須賀市三春町三丁目にある、京浜急行電鉄（京急）の駅である。駅番号はKK61。

## 利用可能な鉄道路線
- 京浜急行電鉄
  - 本線
  - 久里浜線

## 歴史
- 1930年（昭和5年）4月1日 - 現在地より横須賀中央寄り180m の位置に横須賀堀内仮駅として開業。
- 1936年（昭和11年）6月 - 駅に昇格。
- 1941年（昭和16年）11月1日 - 湘南電気鉄道と京浜電気鉄道が合併、京浜電気鉄道の駅となる。
- 1942年（昭和17年）
  - 5月1日 -　京浜電気鉄道が東京横浜電鉄へ合併。東京急行電鉄（大東急）の駅となる。
  - 12月1日 - 久里浜線が久里浜駅（仮駅、現・京急久里浜駅）まで開通[1]、現在地に移転。
- 1948年（昭和23年）6月1日 - 京浜急行電鉄が発足、京浜急行電鉄の駅となる。
- 1961年（昭和36年）9月1日 - 堀ノ内駅に改称。
- 1999年（平成11年）7月31日 - 特急停車駅から快特停車駅へ昇格。
- 2008年（平成20年）11月21日 - 接近メロディを導入。「かもめが翔んだ日」が採用される。
- 2017年（平成29年）- 新駅舎に改築。

## 駅構造
島式ホーム2面4線を有する地上駅。傾斜地に立地するため、改札口はホームの下にある。駅の浦賀方で本線と久里浜線が平面交差で分岐している。
当駅は久里浜線の起点駅であるが、留置線などの設備は無く、久里浜線の列車は一部を除き本線の横浜・品川方面に直通する。ただし品川方に片渡り線があり、早朝や夜間を中心に始発・終着列車や浦賀方と久里浜線にある車両基地との間を走行する回送列車などが上り本線上で折り返す。
快特や特急のほとんどが京急久里浜方面へ運行されていて、普通のほとんどは浦賀方面へ運行されている。
当駅では浦賀方面の列車と京急久里浜・三崎口方面の列車による相互接続が行われる。
開業当初は相対式ホーム2面2線構造であった（現在の2・3番線）。1942（昭和17）年12月1日に久里浜線開業により、上りホームに副本線（現在の4番線）を増設し、線内折り返し運転を行った。1954年（昭和29年）6月15日に当駅 - 湘南井田駅（現在の北久里浜駅）間の複線化により、本線との直通運転を開始。それに伴い、現在の2番線からも乗り入れを可能とし、同時に下りホームに副本線（現在の1番線）を増設した。

### のりば
| 番線 | 路線     | 方向 | 行先                     |
| ---- | -------- | ---- | ------------------------ |
| 1    | 本線     | 下り | 浦賀方面                 |
| 2    | 久里浜線 | 下り | 京急久里浜・三浦海岸方面 |
| 3・4 | 本線     | 上り | 横浜・品川方面           |

- 原則として、1番線は浦賀方面専用、2番線は京急久里浜方面（一部 浦賀方面）、3番線は浦賀方面からの上り列車、4番線は京急久里浜方面からの上り列車が使用する。
- 配線上、1番線と京急久里浜・三崎口方面、4番線と浦賀方面は繋がっていないため車両の出入りはできない。本線・久里浜線ともに出入り可能なのは2番線のみである。そのため下り本線同士の緩急接続は可能だが、久里浜線の上下線および、上り本線同士の緩急接続はできない（ただし、3番線から京急久里浜方面へは線路が繋がっており、深夜に浦賀から来た電車が車両管理区に回送される際に使用される）。
- 久里浜線は開業当初、本線との直通運転を行っておらず、現在の4番線のみを使用し、線内折り返し運転を行っていた。そのため、現在でも4番線から京急久里浜方面へ向かうこともできる。
- 前述したように、当駅では上り本線同士の緩急接続はできないが、1958年3月16日改正の休日ダイヤでは、3番線に到着した浦賀始発の普通が客扱い後、一旦品川寄りに移動し、4番線に入れ替えて、後続の浦賀始発のハイキング特急「第三房総号」を待避した。
- 平日の夕方に、当駅始発の特急 品川行きが数本設定されている。

### 接近メロディ
2008年11月21日から、横須賀市三春町出身の渡辺真知子の代表曲「かもめが翔んだ日」をアレンジしたものを接近メロディとして使用している。メロディはスイッチの制作で、編曲は塩塚博が手掛けた。下りホームはBメロ、上りホームはサビのアレンジである。

## 利用状況
2024年（令和5年）度の1日平均乗降人員は11,365人である、京急線全72駅中53位。なお、この数字には乗り換え客は含まれていない。
近年の1日平均乗降人員と乗車人員の推移は下記の通り。
| 年度               | 1日平均 乗降人員 | 1日平均 乗車人員 | 出典     |
| ------------------ | ---------------- | ---------------- | -------- |
| 1995年（平成7年）  |                  | 7,679            | [ * 1 ]  |
| 1998年（平成10年） |                  | 6,810            | [ * 2 ]  |
| 1999年（平成11年） |                  | 6,683            | [ * 3 ]  |
| 2000年（平成12年） |                  | 6,690            | [ * 3 ]  |
| 2001年（平成13年） |                  | 6,714            | [ * 4 ]  |
| 2002年（平成14年） |                  | 6,700            | [ * 5 ]  |
| 2003年（平成15年） | 13,577           | 6,661            | [ * 6 ]  |
| 2004年（平成16年） | 13,165           | 6,474            | [ * 7 ]  |
| 2005年（平成17年） | 13,122           | 6,465            | [ * 8 ]  |
| 2006年（平成18年） | 13,126           | 6,469            | [ * 9 ]  |
| 2007年（平成19年） | 13,286           | 6,601            | [ * 10 ] |
| 2008年（平成20年） | 13,249           | 6,653            | [ * 11 ] |
| 2009年（平成21年） | 13,160           | 6,619            | [ * 12 ] |
| 2010年（平成22年） | 13,017           | 6,548            | [ * 13 ] |
| 2011年（平成23年） | 12,632           | 6,346            | [ * 14 ] |
| 2012年（平成24年） | 12,602           | 6,329            | [ * 15 ] |
| 2013年（平成25年） | 12,734           | 6,410            | [ * 16 ] |
| 2014年（平成26年） | 12,422           | 6,248            | [ * 17 ] |
| 2015年（平成27年） | 12,508           | 6,278            | [ * 18 ] |
| 2016年（平成28年） | 12,507           | 6,284            | [ * 19 ] |
| 2017年（平成29年） | 12,395           | 6,271            | [ * 20 ] |
| 2018年（平成30年） | 12,312           | 6,225            | [ * 21 ] |
| 2019年（令和元年） | 12,254           | 6,139            | [ * 22 ] |
| 2020年（令和02年） | 9,547            |                  |          |
| 2021年（令和03年） | 10,152           |                  |          |
| 2022年（令和04年） | 10,841           |                  |          |
| 2023年（令和05年） | 11,123           |                  |          |
| 2024年（令和06年） | 11,365           |                  |          |

## 駅周辺
駅周辺は主に住宅街である。当駅は住宅街の中に位置するため駅前のバスターミナルは狭隘である。最寄の幹線道路は北側200m程先にある国道134号である。
駅北側は埋立地を中心とした平地である。国道沿いにはいくつかのロードサイド店舗が出店しているほか、公園なども目立つ。駅南側は丘陵地を開発した住宅街である。
- 横須賀市立海辺つり公園
- 横須賀青果市場
- 春日神社
- 横須賀三春郵便局
- 横須賀市立山崎小学校
- 国道16号
- 国道134号
- 堀ノ内商栄会
- 横須賀市下町浄化センター

## バス路線

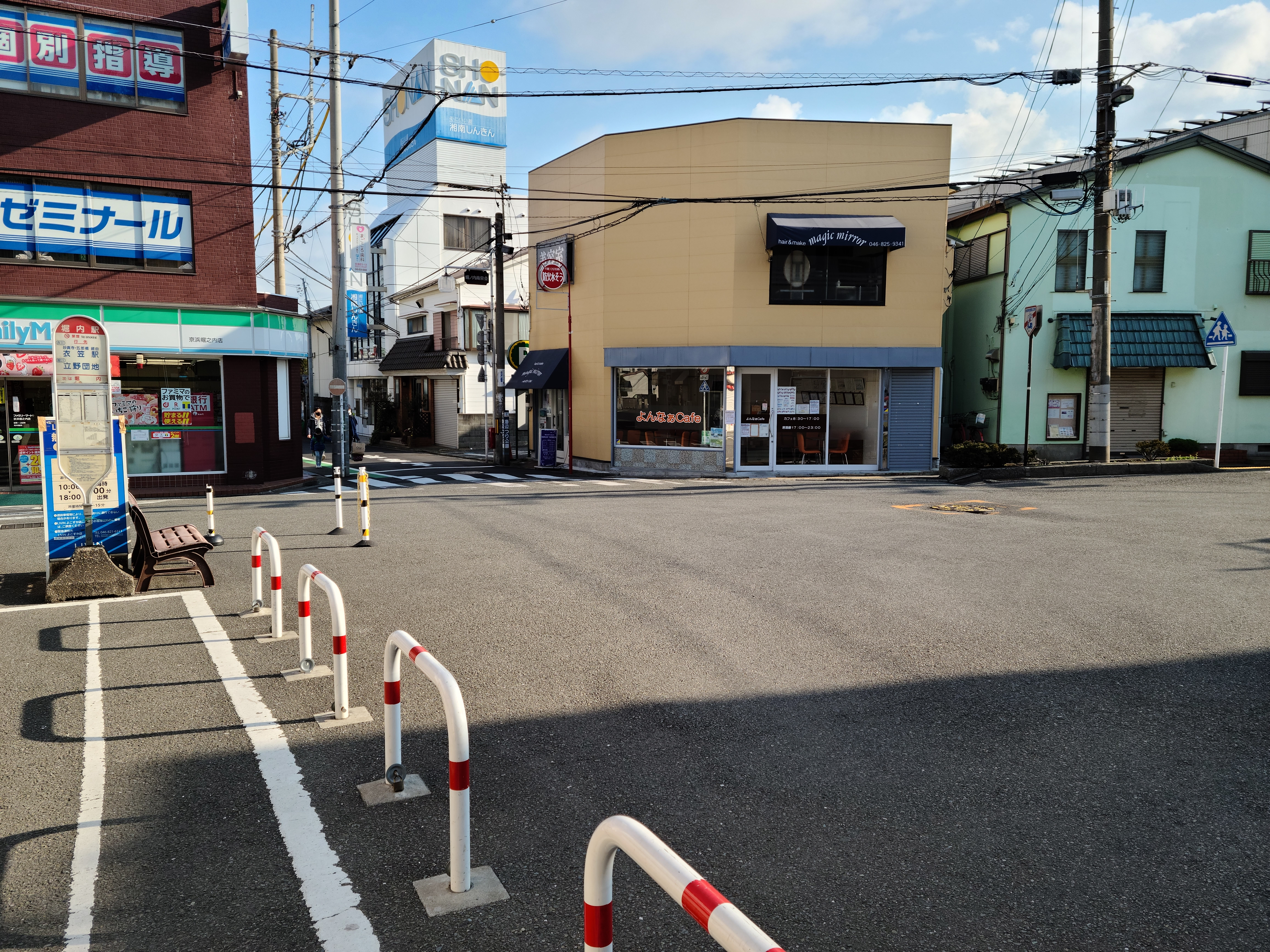
駅前（2021年2月1日）

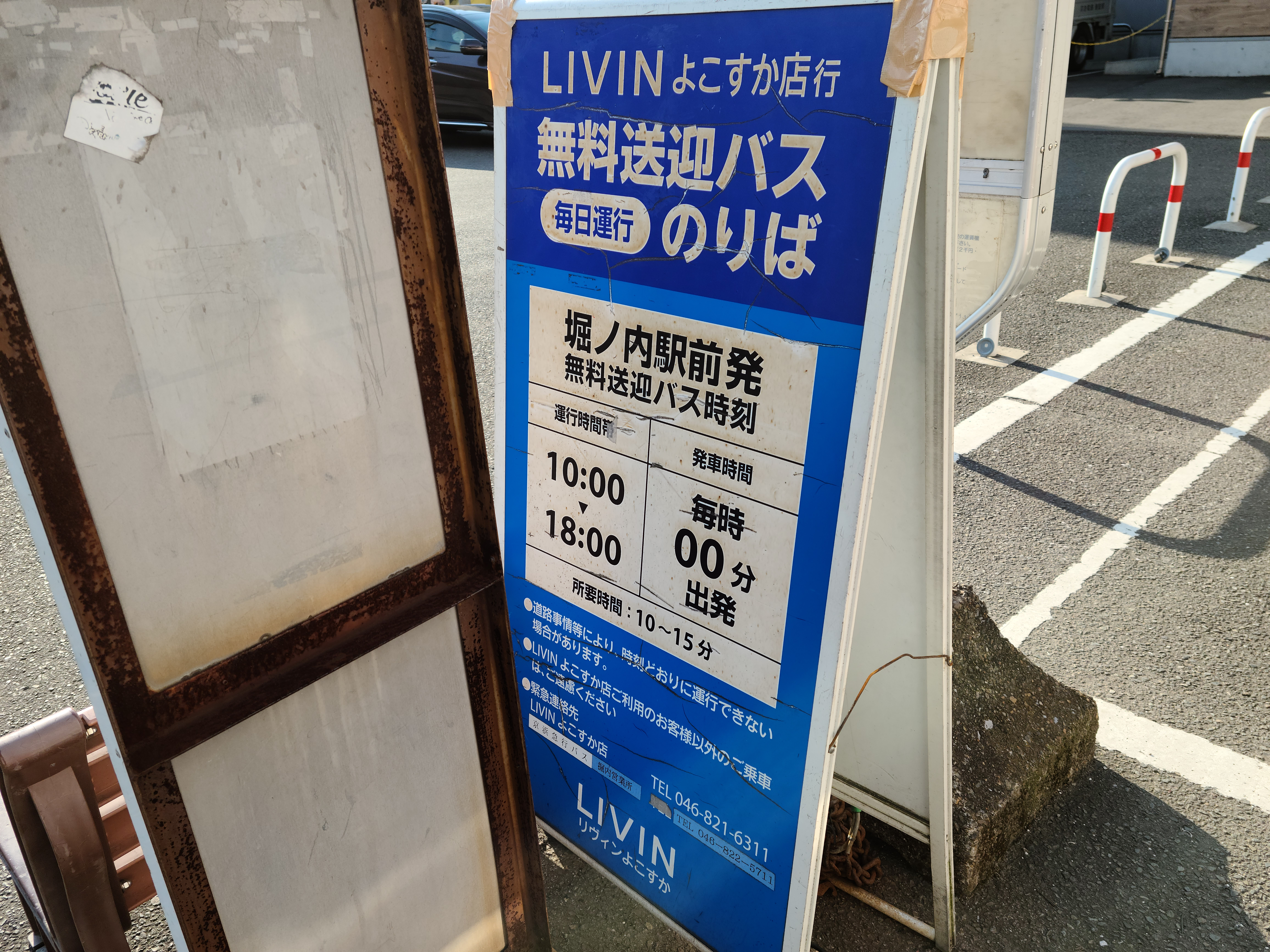
リヴィンシャトルバスの案内（2021年2月1日）

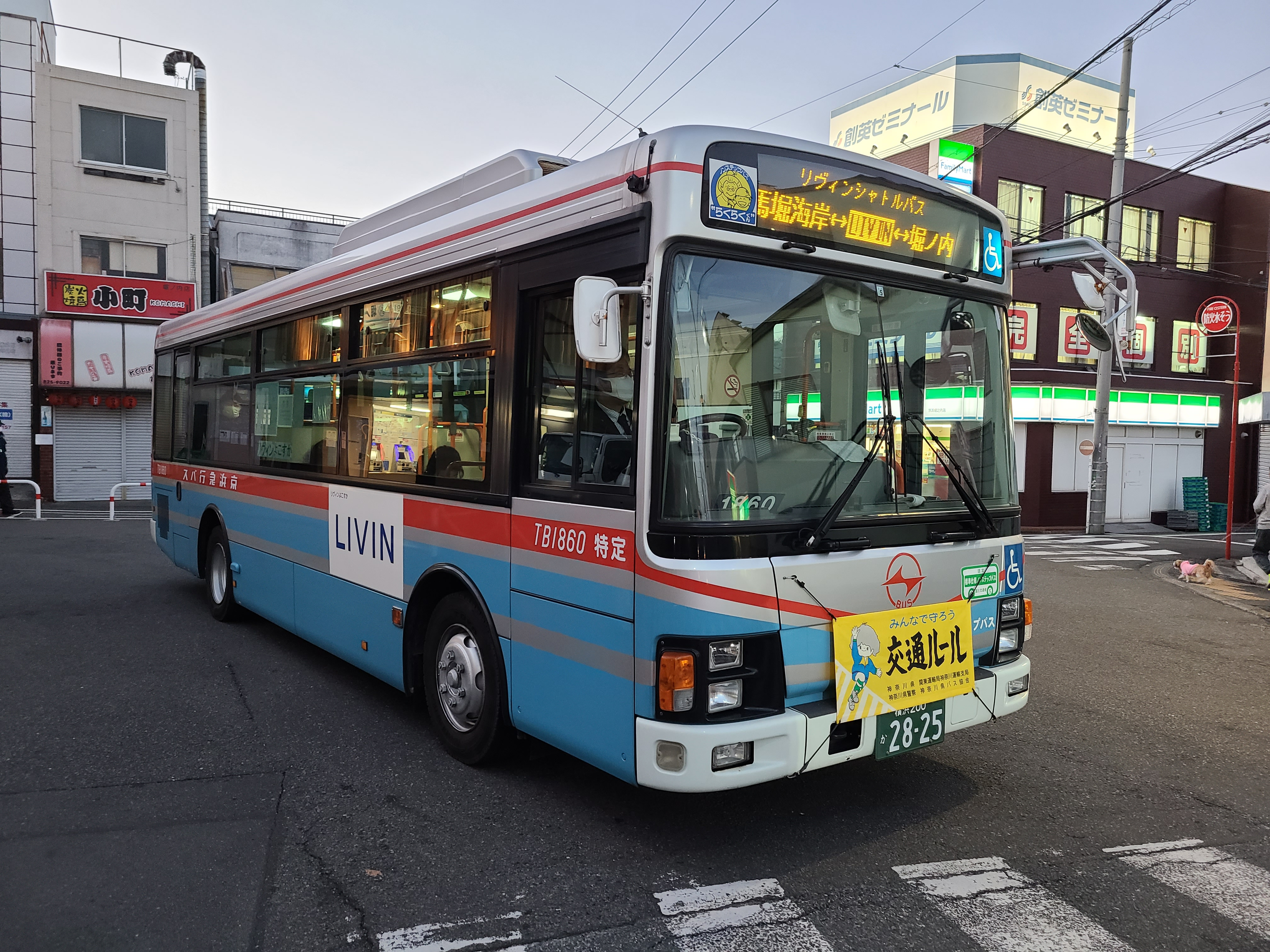
リヴィンシャトルバス

駅前の道路上にある「堀内駅」が最寄りバス停だが、狭隘で乗り入れる路線も少ない。駅北部徒歩3分程の国道134号上にある「堀内」も利用可能。全路線京浜急行バスによる運行。発着する路線の詳細は京浜急行バス久里浜営業所・京浜急行バス衣笠営業所を参照。
堀内駅
- 堀23 - 立野団地循環
- 衣30 - 衣笠駅行
- 無番 -  LIVINよこすか店【リヴィンシャトルバス】

堀内
- 東方向
  - 須22・堀22 - 防衛大学校行
  - 堀23 - 立野団地循環
  - 須24 - 観音崎行（走水経由）
  - 須26 - かもめ団地行（浦賀駅経由）
  - 須28 - 観音崎自然博物館行 ※休日日中のみ
- 西方向
  - 須22・須24・須25・須26・須27・須28 - 横須賀駅行（米ヶ浜経由） ※18時台まで
  - 須22・須24・須27 - 横須賀駅行（日ノ出町経由） ※18時台以降
  - 堀23 - 堀内駅行
- 北方向
  - 衣30 - 衣笠駅行
- 南方向
  - 衣30 - 堀内駅行

## 隣の駅
京浜急行電鉄
 本線
- □「イブニング・ウィング号」停車駅（座席指定券不要）

■快特
横須賀中央駅 (KK59) - 堀ノ内駅 (KK61) - （久里浜線）
■特急（当駅から京急大津方の各駅に停車）
横須賀中央駅 (KK59) - 堀ノ内駅 (KK61) - 京急大津駅 (KK62)
■普通
県立大学駅 (KK60) - 堀ノ内駅 (KK61) - 京急大津駅 (KK62)
 久里浜線
- □「イブニング・ウィング号」停車駅（座席指定券不要）

■快特・■特急（いずれも久里浜線内は各駅に停車）
（本線横須賀中央方面） - 堀ノ内駅 (KK61) - 新大津駅 (KK65)
■普通
（本線県立大学方面） - 堀ノ内駅 (KK61) - 新大津駅 (KK65)